# ユーロパ (戦列艦・初代)
ユーロパ(HMS Europa)はイギリス海軍のエクセター級64門3等戦列艦。ウィリアム・ベイトリーが設計し、1765年4月21日にレープで進水した。